# Eduardo Falaschi
Eduardo Teixeira da Fonseca Vasconcellos (San Paolo, 18 maggio 1972) è un cantante e musicista brasiliano,  meglio conosciuto come Eduardo "Edu" Falaschi. È noto per essere stato cantante e autore di canzoni della band brasiliana Angra per oltre un decennio.
Con gli Angra, Falaschi ha inciso quattro album (Rebirth, Temple of Shadows, Aurora Consurgens e Aqua), un disco live e un EP.
È anche noto per la sua militanza negli Almah, band che ora si è trasformata nel suo omonimo progetto solista.

## Gli inizi
Alla tenera età di un anno i genitori di Falaschi si trasferiscono a Rio de Janeiro, dove vivono fino a che il ragazzo non compie 12 anni. La madre decide di tornare a San Paolo, e poi a São Vicente, dopo la morte del padre di Edu.
Le prime esperienze musicali di Edu iniziano quando è ancora bambino. Alcuni dei suoi parenti sono musicisti non professionisti e lui stesso è solito cantare con il padre e gli zii durante le riunioni di famiglia. All'età di 14 anni prende le prime lezioni di chitarra e il suo interesse per la musica aumenta considerevolmente. Sebbene fortemente influenzato da cantanti come Ronnie James Dio e Bruce Dickinson, Falaschi decide di suonare soprattutto canzoni strumentali.
Il suo interesse per la musica è così forte che porta Edu a suonare la batteria per sei mesi in una band blues con i suoi amici dell'epoca, e persino basso e chitarra, facendo pure una comparsata come corista in una cover band. Nel 1989, viene invitato da compagni di scuola a unirsi alla loro band come cantante solista per suonare in un concorso musicale. Con loro Edu incide la sua prima demo e suona sui primi palchi. Nel 1990, alcuni membri di questo gruppo decidono di formare i Mitrium, una rock band, che propone brani inediti.

## La prima band, i Mitrium
Con i Mitrium Edu avvia la sua carriera professionale, come cantante e compositore. Nel 1991, registrano il loro primo demo, il singolo "Just Remember". Successivamente, compongono e pubblicano "The Shadows" e "You Can Choose The Side of Darkness", entrambe scritte da Falaschi.
La band cresce rapidamente a São Vicente, e decide quindi di spostarsi a San Paolo per sfruttare una distribuzione più ampia, dove infatti firma il contratto discografico con la prima etichetta, e pubblica un LP intitolato Eyes of Time con quattro brani: "Eyes of Time", "Run from the Fire","Lives So Close" e "The Shadows", tutti scritti da Falaschi.
Nel 1994, la band heavy metal Iron Maiden è alla ricerca di un nuovo cantante e indice un concorso internazionale; il risultato è che migliaia di nastri vengono inviati da aspiranti rock star da tutto il globo. Con il crescente successo in patria dei Mitrium, Falaschi ha la possibilità di candidarsi. Inaspettatamente, è proprio uno dei cantanti selezionati dal Brasile (insieme ad Andre Matos, allora vocalist degli Angra) ed entra in contatto con Dick Bell, direttore di produzione della Iron Maiden Holding LTD; tuttavia non viene scelto come sostituto.
Nonostante il crescente successo con i Mitrium, il 5 agosto 1994 Falaschi è costretto a lasciare la band per problemi personali; continua però a suonare, seppur non in ambito professionale, con i suoi amici, e successivamente registra un'altra demo di 8 canzoni rock'n'roll, con la band Opium.

## Symbols, Angra e Almah
Nel 1998 viene invitato dalla band Symbols a produrre il loro primo album. Il leader della banda è Tito Falaschi, suo fratello. Edu produce così il loro primo disco e diviene anche un membro della band stessa. Mentre viene pubblicato il primo album omonimo, Symbols, Edu partecipa anche al disco Ordinary Existence dei Venus. Nel 2000, i Symbols pubblicano il secondo album, dal titolo Call to the End.
Proprio nello stesso anno la band brasiliana Angra sta cercando nuovi membri e, dopo un processo di selezione che lo vede giocarsi il posto da frontman con svariati cantanti, Falaschi viene scelto come nuovo cantante e prende l'ambito posto dell'iconico Andre Matos. Edu resta negli Angra per ben 12 anni, componendo buona parte delle canzoni dei dischi ai quali partecipa; nel 2012 abbandona la band a causa di problemi di salute e per problemi interni.
Dal 2006, con il monicker Almah, pubblica il suo primo album da solista, dal titolo omonimo. Nel 2008, come band vera e propria, gli Almah pubblicano il loro secondo album, Fragile Equality.

## Problemi di salute, voce e trattamento
Dopo una non memorabile esibizione al Rock in Rio 2011, Edu inizia a prendere sul serio i problemi di salute che lo attanagliano e che minano la sua carriera e la sua credibilità come cantante. Parlando di questi problemi in un'intervista per un sito web russo nel 2012 afferma:
«Il problema non era con le mie corde vocali: avevo un problema di reflusso. È qualcosa che accade nello stomaco: quando inizi ad alimentarti regolarmente con prodotti che non sono così salutari, come la Coca-Cola o il caffè, il tuo acido inizia ad essere eccessivo e lo senti salire fino nelle corde vocali. Formalmente non avevo alcun problema con le mie corde vocali, le mie corde vocali stavano bene, ma avevo bisogno di una pausa per poter curare il mio problema con i dovuti tempi. Stavo iniziando a cantare molto male e non sapevo perché. Quando andavo dai dottori, dicevano che era tutto a posto, non trovavano alcun problema con le mie corde vocali. Solo pochi anni dopo ho scoperto che il problema era il reflusso. Ho iniziato una terapia più specifica e la mia voce ha iniziato a migliorare sempre di più. Oggi la mia voce è OK, e questo è fantastico. Posso cantare di nuovo le canzoni degli Angra normalmente, come le cantavo in passato.»

## Presente
Attualmente Edu ha intrapreso una carriera solista omonima, la sua attuale band è composta per metà da membri degli Almah e per l'altra metà da ex membri degli Angra.
Nel 2025, Falaschi ha siglato un importante collaborazione con la software house francese Ubisoft, pubblicando un singolo - intitolato "Strike as One" - incluso nella campagna di lancio del videogioco action RPG Assassin's Creed Shadows, uscito nel medesimo anno.

## Discografia
Mitrium 
- 1994 - Mitrium

 Venus 
- 1998 - Ordinary Existence

 Symbols 
- 1998 - Symbols
- 2000 - Call to the End

 Angra 
- 2001 - Rebirth
- 2002 - Hunters and Prey (EP)
- 2002 - Rebirth World Tour - Live in São Paulo
- 2004 - Temple of Shadows
- 2006 - Aurora Consurgens
- 2010 - Aqua

 Almah 
- 2006 - Almah
- 2008 - Fragile Equality
- 2011 - Motion
- 2013 - Unfold
- 2016 - E.V.O.

 Edu Falaschi 
- 2016 - Moonlight
- 2017 - Ballads
- 2018 - The Glory Of The Sacred Truth (EP)
- 2020 - Temple of Shadows in Concert (live)
- 2021 - Vera Cruz
- 2023 - Eldorado